# El testigo (película de 1969)
El testigo (en francés: Le témoin), es una película belga-francesa de 1969 dirigida por Anne Walter.

## Argumento
Cécile (Claude Jade) vive con una vieja astróloga llamada Hanka (Jeanne Pérez) y enseña inglés en una universidad en Brujas. Cécile tiene una relación tranquila con Thomas (Jean-Claude Dauphin), hasta que conoce a un misterioso hombre por el que se siente atraída: Van Britten (Gérard Barray), un conservador de museo. Un día la anciana es asesinada a tiros, y Cécile recuerda haber visto muy frecuentemente ante la casa la silueta de un hombre sospechoso que acechaba. Era Herman (Claude Vernier), el chofer de Van Britten. Cécile no puede evitar ver de nuevo a Van Britten: está fascinada, pronto se convierte su amante. Mientras, Herman está seguro de que Cécile sabe lo que él hizo, así que cree que ella debe morir.

## Reparto
- Claude Jade como Cecile
- Gérard Barray como Van Britten
- Jean-Claude Dauphin como Thomas
- Claude Vernier como Hermann
- Jeanne Pérez como Hanka
- Bernard Frémaux como Haas